# فيتور ميراندا
فيتور ميراندا (بالبرتغالية: Vitor Miranda‏) هو ملاكم تايلندي برازيلي، ولد في 10 مارس 1979 في جوينفيل في البرازيل.

## وصلات خارجية
- فيتور ميراندا على موقع يو إف سي (الإنجليزية)
- فيتور ميراندا على موقع شيردوغ (الإنجليزية)
- فيتور ميراندا على موقع Tapology.com (الإنجليزية)
- فيتور ميراندا على موقع IMDb (الإنجليزية)
- فيتور ميراندا على موقع قاعدة بيانات الفيلم (الإنجليزية)